# ریچارد چیو
ریچارد چیو (انگلیسی: Richard Chew؛ زادهٔ ۲۸ ژوئن ۱۹۴۰) یک تدوین‌گر فیلم اهل ایالات متحده آمریکا است.

## بخشی از فیلمشناسی
- ۱۹۷۴ - مکالمه
- ۱۹۷۵ - دیوانه از قفس پرید - جایزه اسکار بهترین تدوین
- ۱۹۷۷ - جنگ ستارگان - جایزه اسکار بهترین تدوین - جایزه ساترن
- ۱۹۸۲ - سال محبوب من
- ۱۹۸۳ - تجارت پرمخاطره
- ۱۹۹۲ - مجردها
- ۱۹۹۳ - زندگی من
- ۱۹۹۶ - آن کاری که می‌کنی!
- ۲۰۰۰ - ظهر شانگهای
- ۲۰۰۱ - من سم هستم
- ۲۰۰۴ - دختر اول
- ۲۰۰۵ - بر جدید

## جوایز
وی برنده جوایزی همچون جایزه ساترن، جایزه اسکار شده‌است.